# Bataille de Ragaz
Pour les articles homonymes, voir Ragaz.

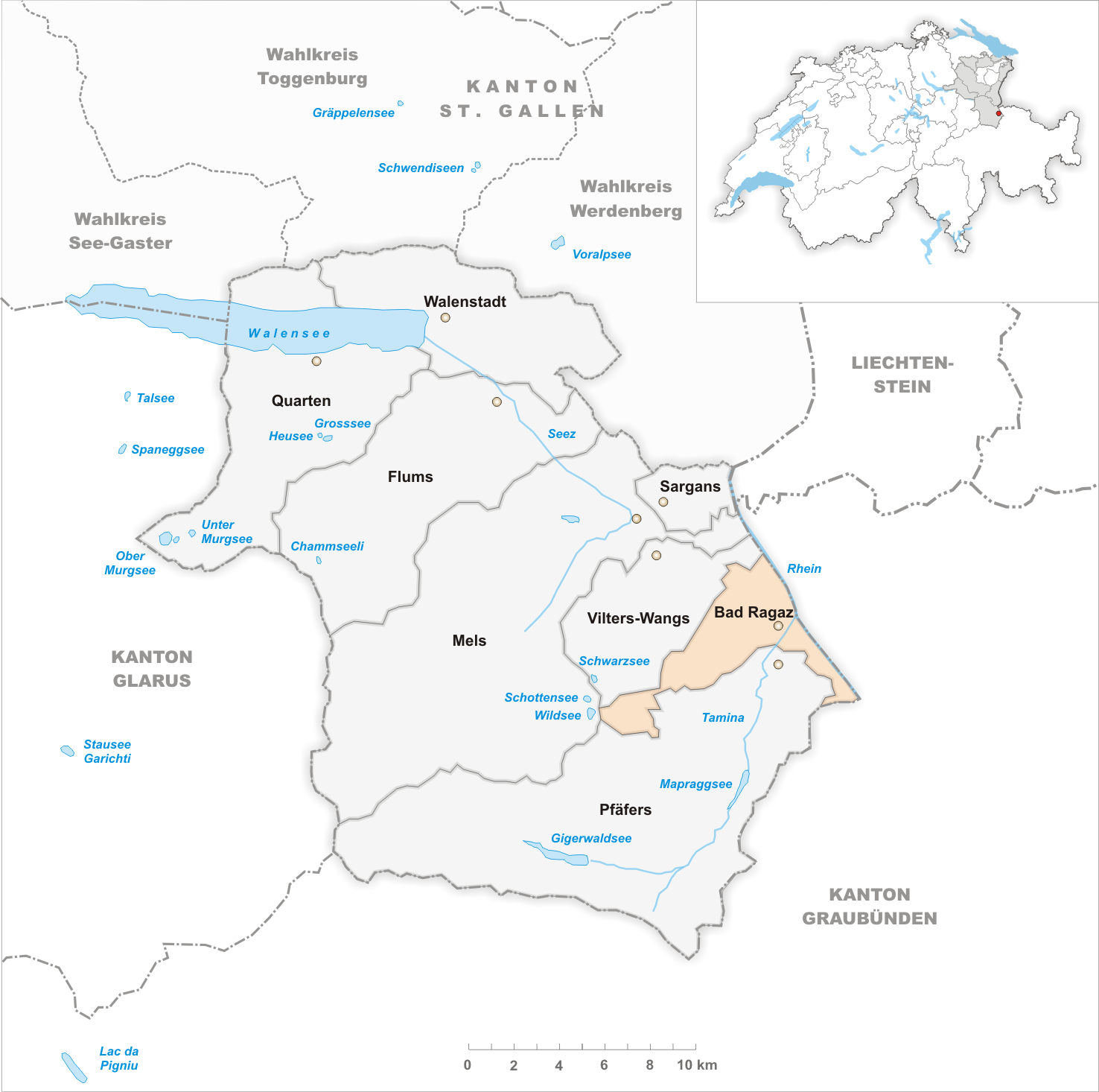
Bataille de Ragaz

La bataille de Ragaz (maintenant Bad Ragaz) fut le dernier épisode militaire de l'Ancienne guerre de Zurich opposant les Confédérés à Zurich et à la maison de Habsbourg. Elle a eu lieu le 6 mars 1446.

## Contexte
Après la défaite des alliés zurichois des Habsbourg en 1443 lors de la bataille de St. Jakob an der Sihl et le recul des Armagnacs en 1444 à l'issue de la bataille de la Birse, l'empereur Frédéric III du Saint-Empire appela la noblesse du sud de l'Allemagne à s'engager contre les Confédérés suisses. Des comtes, des chevaliers et divers nobles s'allièrent en nombre dès 1445 pour mener des opérations militaires. Entre le lac de Constance et Coire, la situation se résumait essentiellement à des actions de guérilla avec de petites unités des deux côtés. À deux reprises, les raids s'intensifièrent avec des attaques plus marquées sur Appenzell en 1445 et dans la région de Sargans en 1446.
Les territoires confédérés jouxtaient en effet les terres des comtes de Montfort et de Werdenberg. Les Confédérés empiétaient également sur la zone contrôlée par la famille von Brandis (de). L'une des raisons du conflit peut être attribuée à la déclaration de guerre le 29 novembre 1444 de Wolfhard von Brandis à l'encontre de Glaris qui s'était approprié des territoires. Le climat entre Zurich et Schwytz était par ailleurs très tendu puisque les deux se disputaient le comté de Toggenburg.
Après que l'armée de von Brandis eut repoussé les Glaronnais, les Confédérés entrèrent en guerre au printemps 1445. Après leur retour d'une opération dans le Vorarlberg inférieur, ils lancèrent une expédition punitive contre la famille von Brandis et le comte Heinrich II von Werdenberg-Sargans. Ils traversèrent le Rhin à Schollberg (de), puis incendièrent Balzers et Sargans, pillèrent Mels et Flums avant de regagner leurs foyers. En février 1446, l'armée des Confédérés participa à quelques escarmouches dans le territoire de Sargans contre des troupes de la famille von Brandis.
Le 6 mars 1446 près de Ragaz, 1 200 soldats confédérés rencontrèrent l'armée autrichienne de 5 000 hommes commandée par Hans von Rechberg (de) et Wolfhard von Brandis. À l'issue des combats, la coalition des Habsbourg perdit 900 hommes alors que les pertes du côté confédéré ne s'élevaient qu'à 100 hommes. 
Le 30 avril 1446, Hans von Rechberg et Wolfhard von Brandis contre-attaquèrent avec 4 000 hommes et reprirent le contrôle de la région de Sargans. Celle-ci repassa en main des comtes de Werdenberg-Sargans. La bataille de Ragaz mit un terme à l'Ancienne guerre de Zurich qui avait duré 14 ans (1436-1450). Un cessez-le-feu fut conclu le 12 juin 1446. En 1450, la paix d'Einsiedeln fut signée. Zurich récupéra presque toutes ses possessions mais en contrepartie, dut mettre un terme à son alliance avec l'Autriche. 